# Parc océanique Cousteau
Pour les articles homonymes, voir Cousteau.
Le parc océanique Cousteau est un ancien parc océanographique français situé à Paris dans le Forum des Halles, inauguré le 11 juillet 1989 et fermé en novembre 1992.

## Description
Ouvert le 30 juin 1989 et inauguré officiellement le 11 juillet 1989, ce parc sans aquarium avait la particularité de n'héberger aucun animal vivant. Les mondes sous-marins étaient présentés sous forme d'attractions à travers des reconstitutions de fonds marins. Le parc diffusait les plus récents films des équipes de Cousteau. Un colloque y est également organisé.
Le public se promène à pied et en nacelle de deux places à la manière d'un parcours scénique suspendu au milieu de décors représentant la faune et la flore marines,. Ayant déjà signé la bande originale du documentaire de 1982 « Du grand large aux Grands Lacs » de Jacques-Yves Cousteau, le compositeur et musicien britannique John Scott est chargé de la composition et de la direction d'orchestre d'un album. Parc océanique Cousteau est la bande originale du parc interprétée par le The Royal Philharmonic Orchestra de Londres,. Situé à l'étage -3, le site s'étend sur 8 000 m2, dont 5 000 m2 aménagés pour le public. Il est loué par la Ville de Paris à un prix symbolique, 100 francs français par an (15,3 €). La fréquentation n'est pas à la hauteur en raison d'un droit d'entrée trop onéreux.

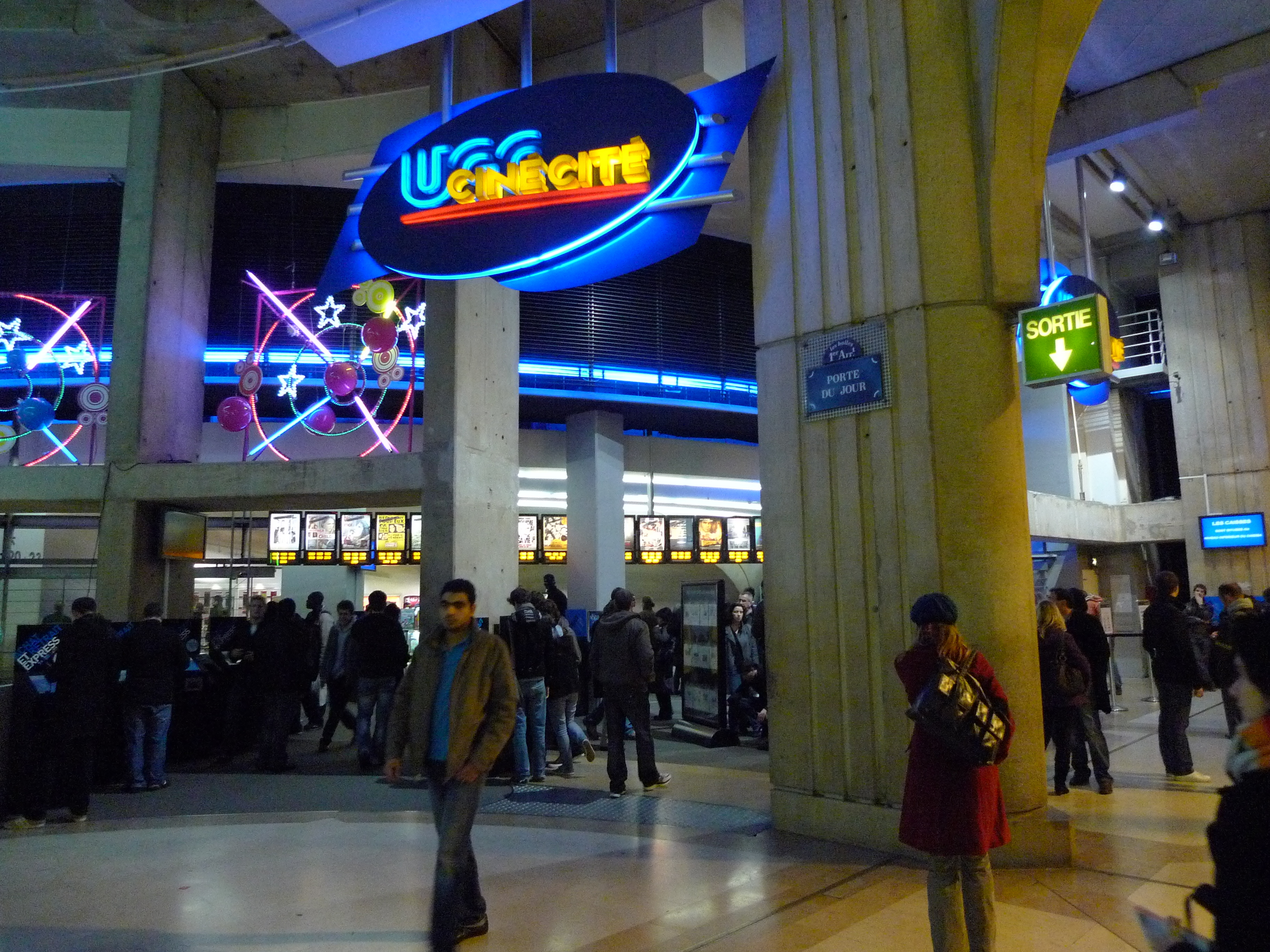
L'entrée du parc océanique Cousteau est employée depuis 1995 comme entrée du multiplexe UGC Ciné Cité.

Jacques-Yves Cousteau avait auparavant imaginé ouvrir un parc en tout point semblable au parc océanique Cousteau à Norfolk, aux États-Unis. Ce projet n'a jamais été concrétisé. À Paris, la conception et la construction ont nécessité 120 millions de francs (18,3 millions d'euros). Les actionnaires sont la Caisse des dépôts et consignations (de 19 % à 20 %), Jacques-Yves Cousteau (10 %), la Sodexparc (10 %), le Crédit national (10 %), la Fondation Cousteau (5 %), la Société centrale d'équipement du territoire (filiale de la Caisse des dépôts et consignations, 5 %) et Jean-Michel Cousteau (2 %). Le parc océanique Cousteau doit recevoir 800 000 visiteurs par an pour atteindre l'équilibre financier.
En 1990, on attend un chiffre d'affaires de 44 millions de francs (6,7 millions d'euros) mais il atteint 25 millions de francs (3,8 millions d'euros). Durant cette année, les dirigeants s'attendent à un total de 800 000 entrées. Il faut attendre dix-huit mois pour en comptabiliser 700 000, malgré les records de fréquentation lors des vacances de la Toussaint avec 3 928 visites quotidiennes. Le parc océanique Cousteau est l'un des nombreux exemples de l'époque qui surévaluent leur fréquentation, comme Planète magique, Mirapolis et Zygofolis.
En 1991, les actionnaires réalisent une augmentation de capital, le portant de 6  à   43 millions de francs (1  à   6,5 millions d'euros). Avec des attentes en termes de visiteurs ramenées à 700 000 et après avoir accueilli 460 000 visiteurs par an, le parc a déposé le bilan le 16 juillet 1991. Il est en redressement judiciaire le 24 juillet pour six mois.
Le 17 janvier 1992, le parc bénéficie d'un autre sursis de six mois par le tribunal de commerce de Paris et d'un dernier sursis en date du 24 juillet avant de fermer définitivement ses portes en novembre 1992.
À l'image de Ghaith Pharaon avec Mirapolis, l'homme d'affaires libanais d'origine saoudienne Salah Salhab est candidat à la reprise malgré son projet jugé insuffisant par le tribunal de commerce.
Jean-Michel Cousteau est vilipendé dans la presse par son père qui déclare :

« Ce n'est pas l'échec du parc, c'est celui de mon fils. Ce n'est pas parce qu'un gosse est né de votre sperme qu'il a les qualités pour vous remplacer »

— « Saga des Cousteau », Le Nouvel Économiste, 20 mars 1993,,,.
Le directeur de l'Observatoire national du tourisme Alain Montferrand déclare :

« Le parc Cousteau est typiquement un échec marketing. Le public qui venait voir les poissons était déçu, et le parc n'a jamais su se doter d'une véritable image. »

Après la fermeture, le site est absorbé lors de l'agrandissement du multiplexe UGC Ciné Cité Les Halles situé au-dessous. Plusieurs salles de cinéma sont alors rebâties en gradin. D'importants travaux sont alors entrepris. Par exemple, la destruction d'une baleine en béton dure plus d'une semaine. Le système de transport suspendu du parcours scénique est acheté par le Futuroscope ; celui-ci inaugure en 1995 sa nouvelle attraction Images Studio avec ce système de transport.

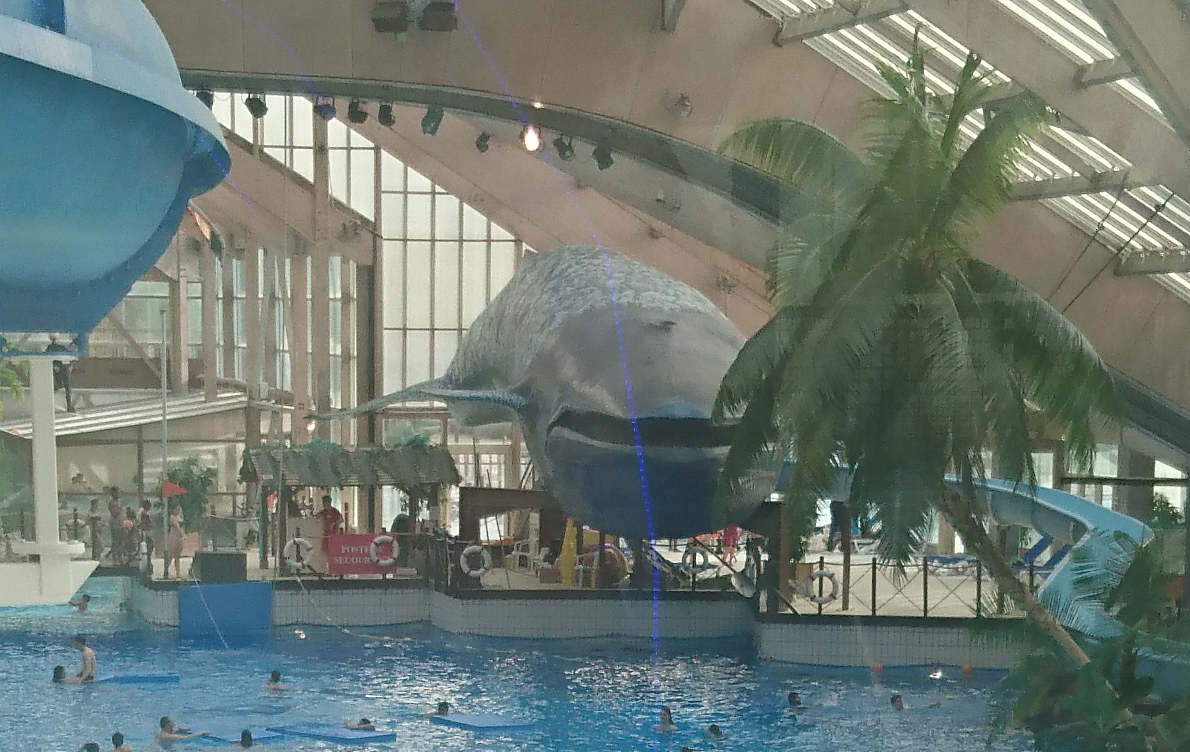
La baleine à l'Aquaboulevard.

Une autre baleine grandeur nature qu'il était possible de visiter de l'intérieur est rachetée par le parc Aquaboulevard et transformée en entrée de toboggan.